# 西本哲雄
西本哲雄（1950年12月16日—）是一名日本前排球运动员。他在1972年夏季奥林匹克运动会中，参加了男子排球比赛并获得金牌。他也参加了1974年和1978年亚洲运动会，获得一枚金牌和一枚银牌。